# Fossora
Fossora es el décimo álbum de estudio de la cantante y músico islandesa Björk. Fue lanzado el 30 de septiembre de 2022 a través de One Little Independent Records. El álbum fue grabado principalmente durante la pandemia de COVID-19.
El álbum entró en la lista de álbumes del Reino Unido en el puesto número 11 y en el Billboard 200 de los Estados Unidos en el puesto número 100. Recibió una nominación a Mejor Álbum de Música Alternativa en los 65.º Premios Grammy Anuales, convirtiéndose en la novena nominación consecutiva de Björk en la categoría.

## Antecedentes
'Fossora' se inspiró parcialmente en la muerte en 2018 de la madre de Björk, Hildur Rúna Hauksdóttir; las canciones "Sorrowful Soil" y "Ancestress" tratan sobre ella, así como sobre cómo Björk lidió con su dolor. En las notas del álbum, la primera tiene como subtítulo "un elogio para Hildur Rúna", y la segunda tiene como subtítulo "un epitafio para Hildur Rúna". El álbum fue conceptualizado durante los confinamientos por COVID-19 después de que Björk viajara a Islandia para grabar. Siguiendo con los temas del álbum, su título es la versión femenina agramatical de la palabra latina para "excavador".  El álbum incluye contribuciones de la cantante estadounidense Serpentwithfeet, los dos hijos de Björk, Sindri e Ísadóra, el dúo de baile indonesio Gabber Modus Operandi y el sexteto de clarinete Murmuri. El álbum también iba a contar con contribuciones de la productora venezolana Arca, como los dos álbumes anteriores de Björk, Vulnicura (2015) y Utopia (2017), pero debido a la pandemia, Björk no pudo visitarla en Barcelona ni recibirla en su casa.

## Lanzamiento
El sencillo principal, "Atopos", junto con su portada, se anunció el 24 de agosto. La fecha de lanzamiento se confirmó más tarde para el 6 de septiembre, y la canción se estrenó en BBC Radio 6 Music. El segundo sencillo, "Ovule", se lanzó sin ningún anuncio previo el 14 de septiembre, junto con un video musical dirigido por Nick Knight, quien también había trabajado en el video musical "Pagan Poetry" de Björk en 2001.
Fossora se lanzó como un CD de funda digital, un CD de lujo de tapa dura, un casete limitado transparente y plateado con purpurina "spore" y un LP doble; una variante turquesa del LP exclusiva para su sitio web oficial y sello discográfico; una variante verde del LP exclusiva para tiendas de discos independientes; el negro estándar y otras 4 variantes de color (burdeos, lima, plateado y transparente) también estaban disponibles en otros minoristas específicos.

## Recepción Crítica
Fossora fue recibido con elogios de la crítica tras su lanzamiento. En Metacritic, que asigna una calificación normalizada de 100 a las reseñas de publicaciones convencionales, el álbum recibió una puntuación media de 85, basada en 22 reseñas. El agregador AnyDecentMusic? le dio un 7,9 sobre 10, basándose en su evaluación del consenso crítico.
Para concluir la reseña para AllMusic, Heather Phares declaró que "En este tour de force que nutre el alma, su mezcla única de innovación y emoción es tan inspiradora como nunca lo ha sido a lo largo de sus décadas de carrera".
La crítica de Pitchfork, Jill Mapes, describió la actuación de Björk como "arraigada en la tierra, buscando esperanza en la muerte, los hongos y el matriarcado, y encontrándola en el clarinete bajo y los ritmos de gabber". Will Hermes, de Rolling Stone, afirmó que "Fossora hace zoom al estilo de Google Maps, mirando a la gente en el suelo y en la habitación, midiendo las distancias entre ellos. El paisaje sonoro sigue siendo enorme, asombroso, tan extraño como familiar, lleno de arreglos de otro mundo, ritmos tectónicos y melodías escarpadas que evocan el terreno de su Islandia natal. La artista lo describió como algo así como su álbum "hongo", usando metáforas sobre excavar en la tierra. En resumen, es Björk en su versión más Björkiana".
El tercer sencillo del álbum, "Ancestress", fue nombrado la 18.ª mejor canción de 2022 por Pitchfork.

## Posicionamiento en listas
| Lista (2022)                                 | Posición más alta |
| -------------------------------------------- | ----------------- |
| Australia (ARIA)                             | 55                |
| Austria (Ö3 Austria)                         | 28                |
| Bélgica (Ultratop flamenca)                  | 7                 |
| Bélgica (Ultratop valona)                    | 25                |
| Países Bajos (Album Top 100)                 | 19                |
| Finlandia (Suomen Virallinen Lista)          | 30                |
| Francia (SNEP)                               | 32                |
| Alemania (Offizielle Top 100)                | 10                |
| Hungría (MAHASZ)                             | 30                |
| Islandia (Tónlistinn)                        | 4                 |
| Irlanda (IRMA)                               | 44                |
| Irish Independent Albums (IRMA)              | 5                 |
| Italian Albums (FIMI)                        | 52                |
| Japón (Oricon)                               | 54                |
| Japanese Digital Albums (Oricon)             | 31                |
| Japanese Hot Albums (Billboard Japan)        | 47                |
| Escocia (Scottish Albums Chart)              | 5                 |
| España (PROMUSICAE)                          | 33                |
| Suecia (Sverigetopplistan)                   | 37                |
| Suiza (Schweizer Hitparade)                  | 5                 |
| Reino Unido (UK Albums Chart)                | 11                |
| Reino Unido (UK Independent Albums)          | 3                 |
| Estados Unidos (Billboard 200)               | 100               |
| Estados Unidos (Independent Albums)          | 15                |
| Estados Unidos (Top Alternative Albums)      | 9                 |
| Estados Unidos (Dance/Electronic Albums)     | 2                 |
| US Top Rock & Alternative Albums (Billboard) | 20                |